# 热拉尔·洛佩斯
熱拉爾·洛佩斯（Gérard Lopez，1971年12月27日—），是一名卢森堡企业家兼商人。他和艾瑞克·路克斯是基尼集團的联合创始人。他目前担任莲花 F1 车队及其主要所有方基尼投資公司的主席，还是专门从事于技术领域的曼格魯夫資本合伙（Mangrove Capital Partners）联合创始人兼主管合伙人。

## 生平
熱拉爾·洛佩斯毕业于迈阿密大学，拥有管理信息系统和运营管理领域的学士学位。他曾开办过多家公司，包括极具先驱意味的网络开发公司 Icon Solutions 和租赁公司 ProLease。他目前仍是多种不同的私人股本类别的活跃投资人，涵盖从早期技术到房地产投资的多个领域。
洛佩斯与馬克·特武什奇（Mark Tluszcz）联合创办了曼格魯夫資本合伙公司，是Skype的早期投资方。他通过 曼格魯夫与重力運動管理（Gravity Sport Management）公司的运营开始涉足汽车运动，还通过重力國際賽車（Gravity Racing International）车队涉足拉力赛。
2008 年，他与埃里克·卢克斯联合创办了私人投资管理与金融顾问公司基尼投資。洛佩斯目前担任Wix、Zink Imaging、莲花 F1 车队和莲花国际集团的董事，并且是迈阿密大学商学院的顾问委员会委员。